# 小倉公園

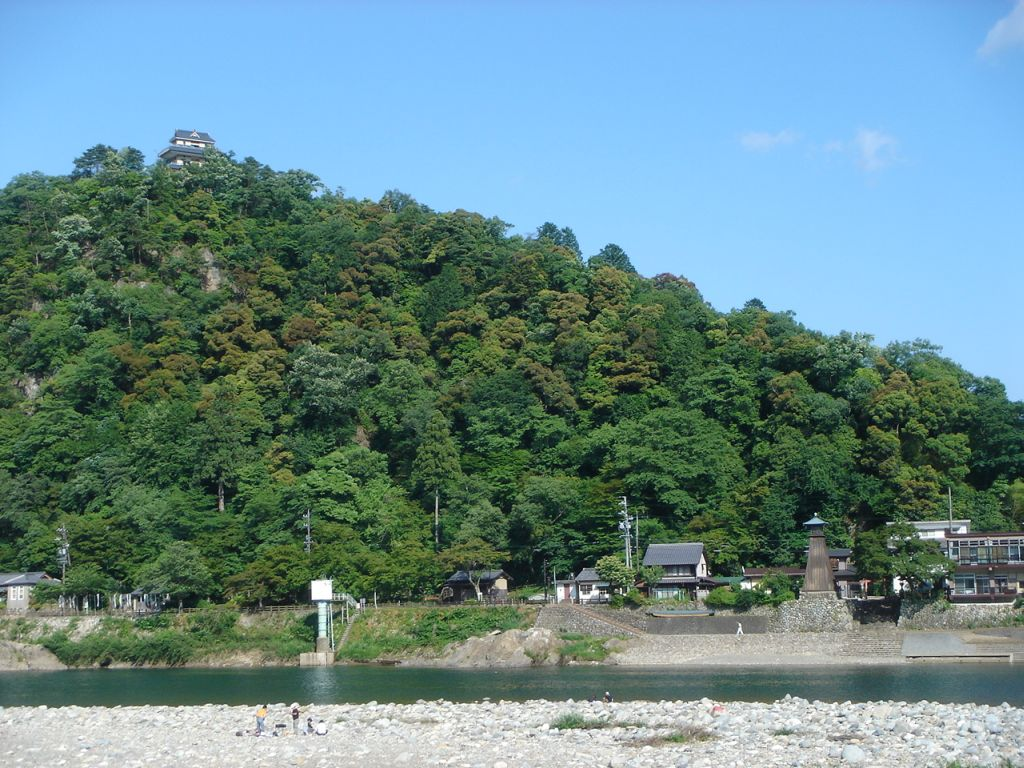
小倉山と長良川

小倉公園（おぐらこうえん）は岐阜県美濃市にある公園。
小倉山城跡の小倉山（標高159.2m）一帯が敷地である。

## 概要
- 長岡安平の設計・指導により大改修が行われ、広場、遊歩道などが整備されている。
- 園内には約1,000本のソメイヨシノや山桜が植樹されており、市内の桜の名所である。飛騨・美濃さくら三十三選に選定されている。約70種の樹木があり、紅葉の名所である。
- 園内には小倉山城の曲輪、石垣などの遺構が残る。また、模擬櫓と天守風の展望台が設置されている。
- 園内にはクジャクやニホンザルなどが飼育されている。

## 園内・近隣の施設
- 八幡神社
- 善光寺
- 清泰寺
- 美濃橋
- 美濃市美濃町伝統的建造物群保存地区 - 重要伝統的建造物群保存地区。
- 美濃市図書館

## 沿革
- 1894年（明治27年） - 開園。御料林であった。
- 1900年（明治33年） - 美濃町に払い下げられる。
- 1912年（明治45年） - 長岡安平の設計・指導により大改修が完成する。

## 住所
- 岐阜県美濃市泉町

## 交通
鉄道
- 長良川鉄道梅山駅より徒歩10分

バス
- 岐阜バス「美濃小倉公園前」下車。
- わっちも乗ろCar「美濃小倉公園前」下車。